# Gomora
Gomora – miasto kananejskie, wspomniane w Biblii. Według Księgi Rodzaju (Rdz 13,10) było zlokalizowane w Dolinie Jordanu. Ustalenie dokładnego położenie Gomory stwarza badaczom problemy. Zgodnie z przekazem Księgi Rodzaju (Rdz 19,24–25) Gomora wraz z Sodomą została zniszczona przez deszcz siarki i ognia.